# Syrrhopodon annotinus
Syrrhopodon annotinus är en bladmossart som beskrevs av William Dean Reese och O. Griffin 1976 [1977. Syrrhopodon annotinus ingår i släktet Syrrhopodon och familjen Calymperaceae. Inga underarter finns listade i Catalogue of Life.